# Apiacá
Ne doit pas être confondu avec Apiacá (Espírito Santo).
Apiacá est le nom d’une ethnie et d’une langue amérindienne de la région caraïbe.

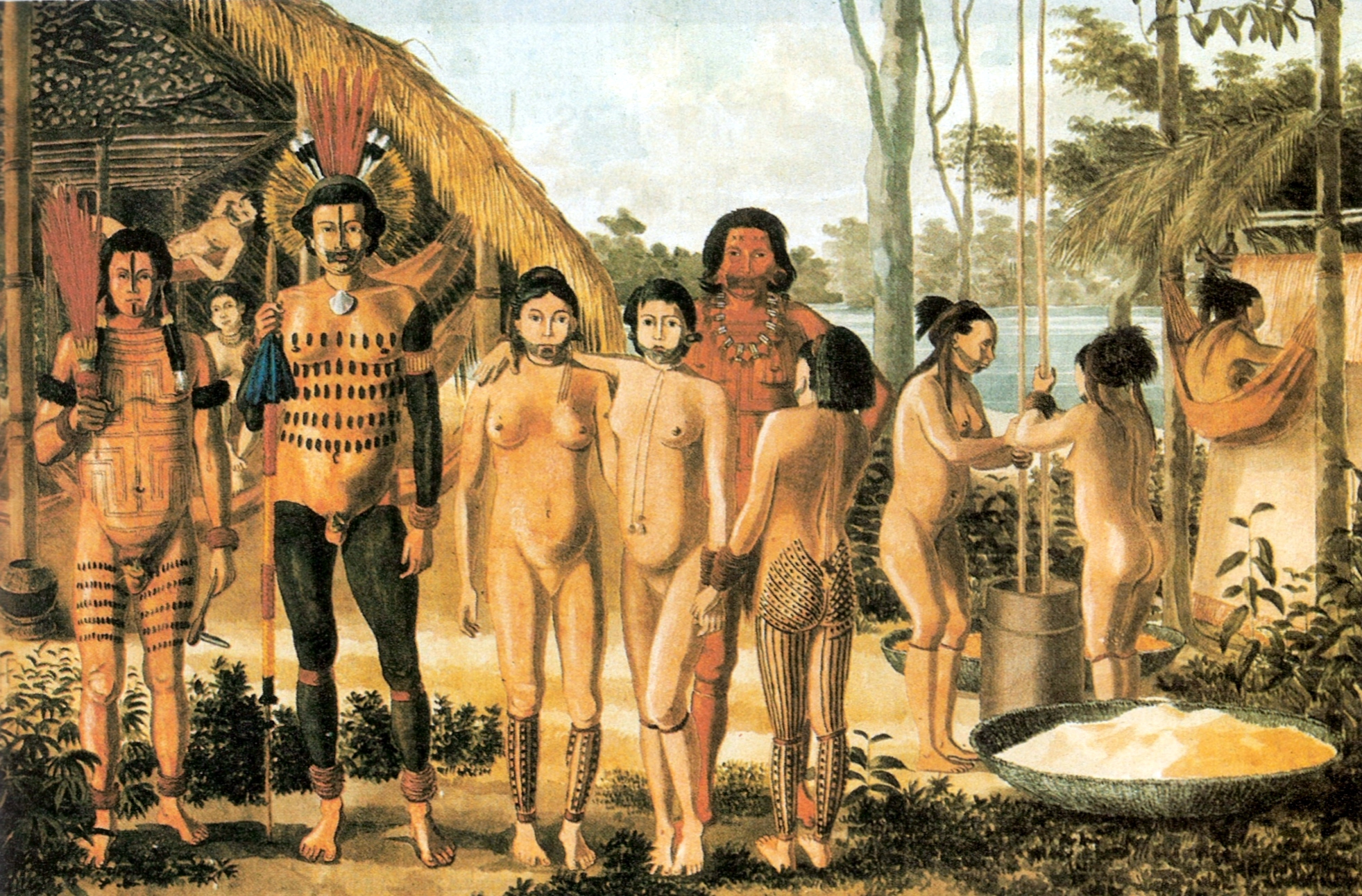
Portrait d'Apiacás fait par le peintre Hercules Florence lors d'une expédition conduite par le Baron von Langsdorf en Amazonie de 1825 à 1829.

Le nom « Apiaká » est connu depuis au moins le début du XIXe siècle. Le peuple voisin des Kayabí, les appelait « Tapê-iting », « Tapy'iting », ou « Tapii'sin » (hommes à la peau claire).

## Étymologie
« Apiaká » serait un variant du mot tupí « Apiaba » qui signifie personne, peuple, ou humain.

## Langue
La langue Apiaká est affiliée à la famille des langues tupí, mais elle ne semble plus parlée par aucun membre de l'ethnie.

## Localisation
Ce peuple vivait de manière plus ou moins nomade sur les berges de rivières et notamment près de l'embouchure du Rio Tocantins, au nord du Mato Grosso (Rio Arinos, Rio Juruena et la petite région de Teles Pires) et dans l’actuel État du Pará au nord du Brésil.

## Population
En 2000 il n’en restait qu’environ 90 membres vivant essentiellement dans les 3 villages de la « réserve amérindienne des Apiaká » (10°50′ S et  58° O, rive droite du cours central du Rio dos Peixes, à partir des chutes d’eau).

Certains vivent aujourd’hui dans la région de Juara, à Porto dos Gaúchos, Belém, and Cuiabá. Il en resterait éventuellement quelques individus plus ou moins nomadisants.

## Histoire
Selon Koch-Grünberg et les données qu’il a collectées à partir des récits des différents voyageurs du XIXe siècle et jusqu'en 1902, les Apiakás étaient un peuple nombreux et réputé guerrier. Il en existait un village de plus de 1500 personnes en 1819, ainsi que des villages très peuplés à l'époque d'Hercule Florence et de Francis de Castelnau.
Dans les archives de Cuiabá, Koch-Grünberg a trouvé le chiffre de 2700 Apiaká recensés au milieu du XIXe siècle, mais il souligne en 1902 que ces données sont incomplètes. Rondon, au début du XXe siècle dit qu’un massacre d’Apiaká en a réduit la population à 32 personnes, après quoi la tribu a fui le contact avec les blancs pour former un petit groupe nomade dont la population est inconnue. En 1978, il y avait 71 Apiaká vivant dans la réserve indienne (Terra Indígena) Apiaká, nombre qui a été ramené à 52 en 1984 par l'émigration. En mai 1990 de nouvelles arrivées ont porté ce nombre à 92 personnes.

## Vie sociale
Les Apiakás sont théoriquement égalitaires («Parmi nous, personne ne donne des ordres »), mais les plus anciens exercent un leadership sur le reste du groupe et des hommes reconnus pour leurs compétences organisent les tâches utiles pour le groupe.

Les femmes ne participent pas directement aux choix politiques mais font connaître leurs sentiments et leurs vœux par l'intermédiaire de leurs époux. Avec l’acculturation liée aux contacts accrus avec le monde extérieur, les « relations extérieures » (à l’échelle nationale et notamment avec la Fundação Nacional do 'Índio (Fondation nationale des Indiens, ou FUNAI) sont maintenant suivies par des hommes jeunes, reconnus plus habiles dans ce domaine. Tous les adultes traitent librement avec la mission et avec leurs voisins Kayabí.
La parenté et les ancêtres ont une importance sociale importante dans la hiérarchie sociale, et les hommes ayant le plus les filles et de fils mariés qui ont construit leurs maisons à proximité sont ceux qui ont le plus de pouvoir, notamment parce qu’ils sont capables de réunir assez de forces s’il faut se battre contre un autre groupe, Kayabi par exemple. Depuis les années 1970, les Apiaká se considèrent comme membres de l'União das Nações Indígenas (Union des nations autochtones) ce qui leur permet de mieux défendre leurs territoires.
Le non-respect de règles tacites de comportement est corrigée par la discussion, sans récrimination ni censure, de manière à conserver l'estime mutuelle des membres de la tribu. Des désaccords entre chefs peuvent toutefois conduire à des affrontements et menaces, souvent résolus par la fondation d'une nouvelle colonie. Les missionnaires ont atténué ou retenu la violence de certains conflits. Les infidélités matrimoniales sont commentées ; avec une certaine malveillance, mais toujours comme une chose s'étant produite dans le passé, ce qui permet aux Apiakás concerner de conserver une estime de soi non un sentiment de honte ou culpabilité.
Les Apiakás étaient autrefois armés de lances si richement ornée de plumes d’arara qu'elles étaient plus des ornements que des armes, selon Koch-Grünberg. Ils ont cependant combattu leurs ennemis traditionnels Mundurucu, Tapanyuna et Nambicuara avec des arcs et flèches. Une forme de cannibalisme rituel aurait existé dans laquelle ils sacrifiaient les adultes prisonniers de guerre qui étaient mangés, alors que les prisonniers jeunes étaient adoptés dans le groupe jusqu'à ce qu'ils atteignent l'âge adulte, moment où ils sont également sacrifiés. Le droit de manger la chair humaine était limité aux hommes qui avaient un carré tatoué autour de la bouche. Les Apiaká étaient en guerre avec leurs voisins, mais leurs relations avec les Brésiliens semblent avoir été pacifiques en dépit de leur réputation de guerrier.
Au début du XXe siècle un grave conflit avec les Brésiliens s'était soldé par un massacre d’Apiaká.
À la fin du XXe siècle, chaque fois que le Apiakás ont estimé que leurs droits ont été menacés ou non-respectés, il y  a eu des conflits avec ceux qui les entourent (dont les Kayabis).